# Erskine Butterfield
Erskine Butterfield (Syracuse (New York), 9 februari 1913 – New York, 11 juli 1961) was een Amerikaanse jazzmuzikant (zang, piano), arrangeur en songwriter van de boogiewoogie en de swing.

## Biografie
Volgens Eugene Chadbourne wordt Erskine Butterfield, die actief was van de jaren 1930 tot de jaren 1950, beschouwd als een voorvechter van de cocktailpianostijl. Hij begon piano te spelen in de vroege kinderjaren en groeide op in Newark. Tijdens de jaren 1930 trad hij op in radioprogramma's, zoals de lokale omroep WOR in New York en speelde hij in het orkest van Noble Sissle. In 1937 werden de eerste opnamen gemaakt onder zijn eigen naam bij het label Variety. In 1938 wisselde hij naar Decca Records, dat in 1942 meer dan veertig nummers van hem uitbracht. Butterfield, die door de Chicago Defender werd aangeduid als de zingende Vagabond of the Keys, had muzikanten met verschillende huidtinten in dienst in zijn band. Tot zijn muzikanten behoorden o.a. Jimmy Lytell (klarinet), Carmen Mastren (gitaar) en Haig Stevens (bas). In 1939 ging Butterfield naar Joe Davis en zijn label Beacon Records, met wie hij lange tijd zou samenwerken. In 1943 werd hij opgenomen in het leger, maar bleef werken als muzikant. In 1944 werden acht nummers gemaakt voor het Joe Davis-label onder de naam Erskine Butterfield & his Blue Boys. In 1945 nam hij ook een V-schijf op.
De songs van Butterfield, zoals Lovin 'Man en Through Of You werden ook gebruikt als filmmuziek. Na de oorlog richtte hij een trio op met wie hij regelmatig op tournee ging, maar weinig succes had. Aan het einde van de jaren 1940 werden opnamen gemaakt voor kleinere labels. Na een lange pauze nam hij pas enkele nummers op voor Joe Davis tot 1956. Tot zijn band Butterfield & his Blue Boys behoorden muzikanten als Sam 'The Man' Taylor en Panama Francis. Butterfield trad op in shows met Nat King Cole, Tony Martin en Jo Stafford tijdens de jaren vóór zijn dood.

## Overlijden
Erskine Butterfield overleed in juli 1961 op 48-jarige leeftijd.

## Discografie
- 1941: Erskine Butterfield and his Blue Boys – Tuesday at Ten (Circle Records)
- 1944,1956: 1944–1956/Part-Time Boogie (Harlequin)